# Затулинский
Затулинский жилмассив (также Затулинка) — жилой массив в южной части Кировского района Новосибирска. Численность населения — более 100 000 человек. Один из самых крупных микрорайонов города.

## История
Строительство Затулинского жилмассива началось в конце 1960-х годов.
В 1976 году жилмассив населяло около 90 тысяч человек.

## Улицы и площади
По территории жилмассива пролегают улицы Сибиряков-Гвардейцев, Петухова, Зорге, Громова, в 2012 году на карте появилась улица Виктора Уса. Также здесь расположена площадь Кирова.

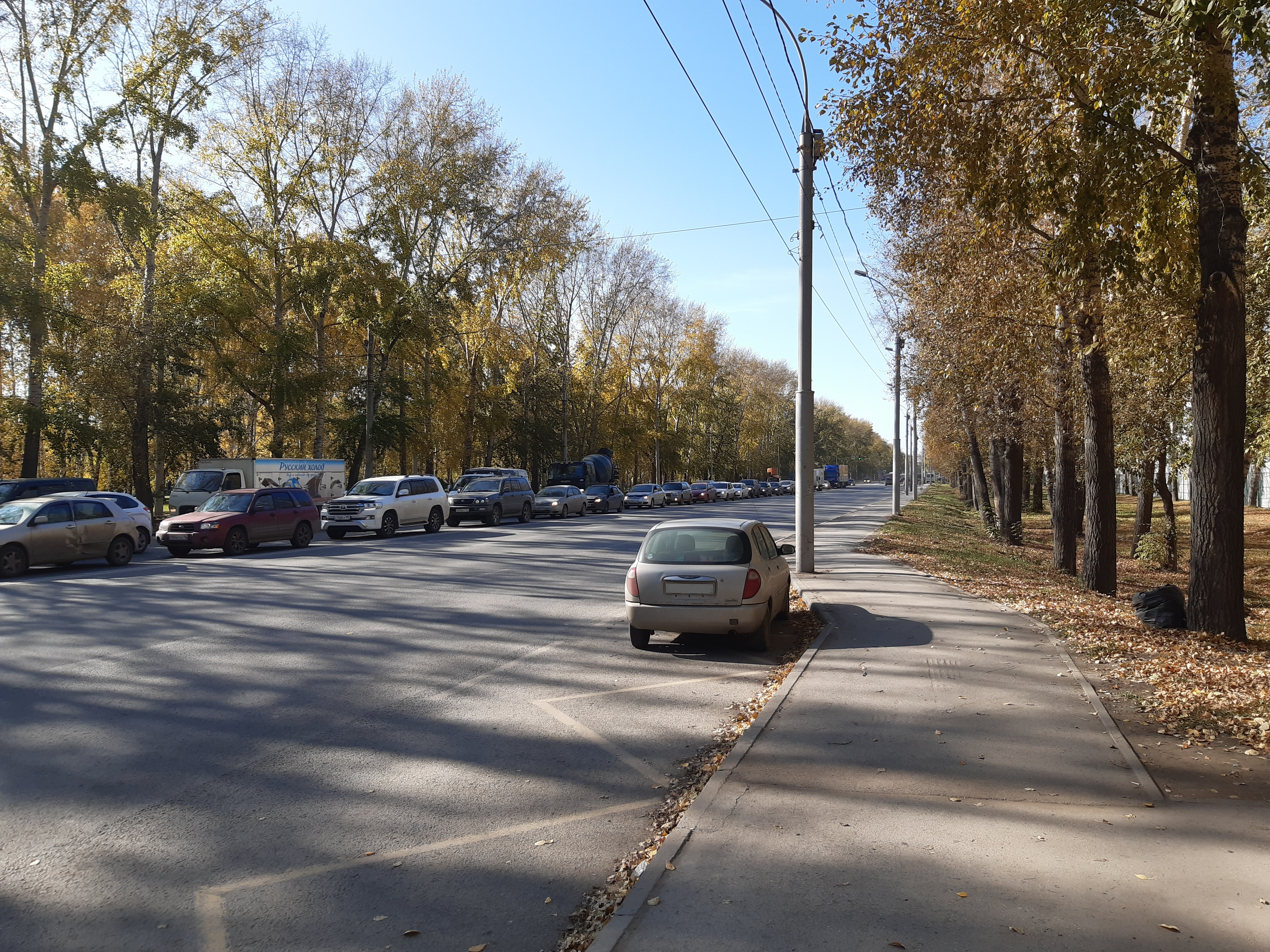
Улица Петухова
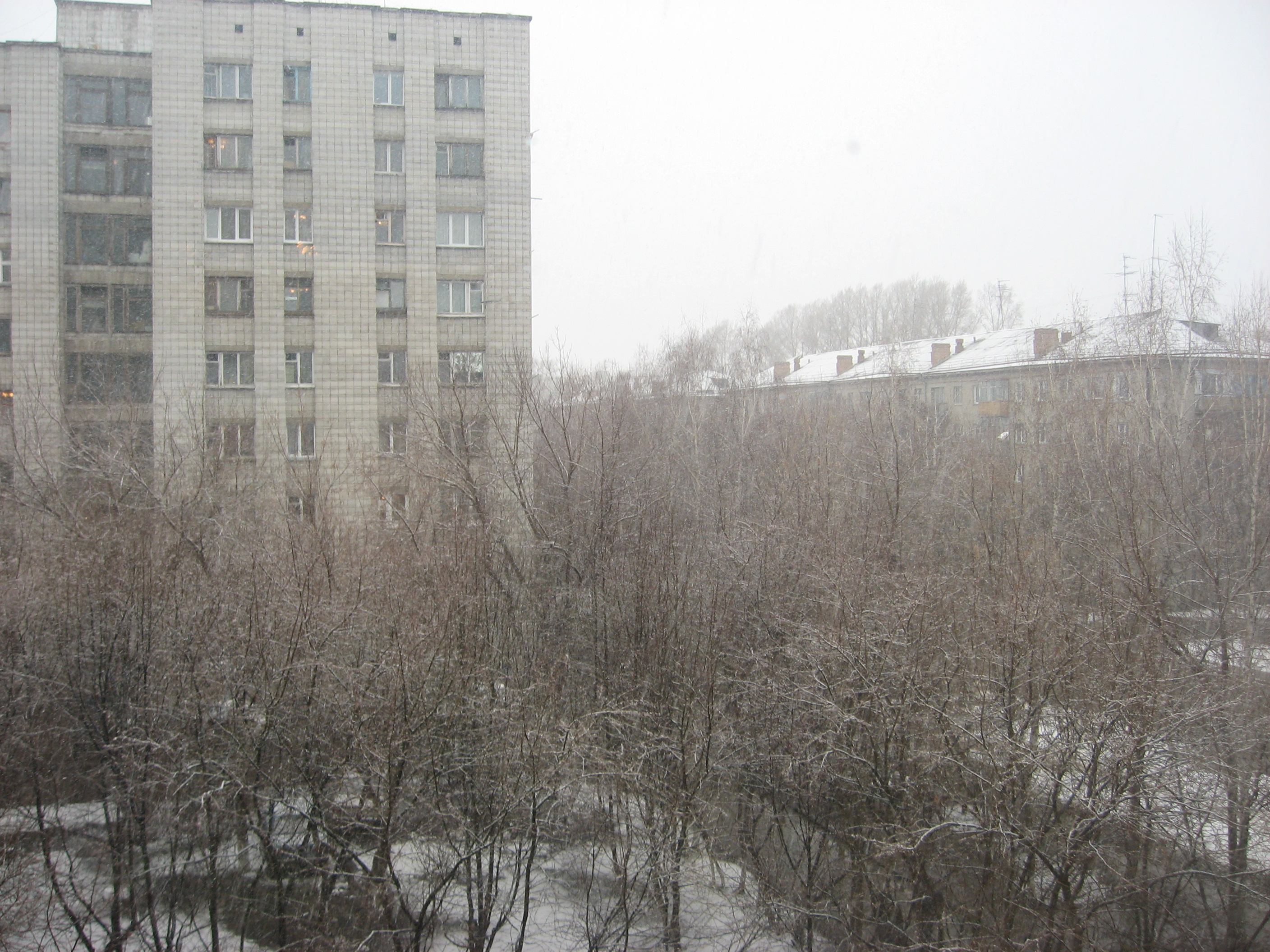
Улица Зорге

## Культура

Паспорт улицы Громова

### Мемориальные доски и граффити
Культурная особенность жилмассива — мемориальные доски и граффити, посвящённые местным жителям.
На здании гимназии № 7 установлены две таблицы памяти выпускников этого учреждения, одна из них посвящена Евгению Гордину, который погиб в Чечне 28 января 2000 года, другая — Константину Кулагину, воевавшему в Афганистане. На стене школы № 65 висят памятные доски в честь выпускников Александра Тимофеева, который погиб 18 января 1996 года в селе Первомайском в Дагестане, и Дмитрия Горохова, погибшего в Чечне 27 июня 2002 года. Оба награждены орденом Мужества посмертно.
На стене одного из общежитий размещена мемориальная доска с надписью «Вечно молодой. Навсегда в сердцах близких…», посвящённая местному жителю, зарезанному на прогулочной аллее жилмассива.
Также на территории жилмассива встречаются граффити, посвящённые криминальным авторитетам, которых убили.

### Мемориальные сооружения
- Памятник Рихарду Зорге — небольшое мемориальное сооружение на пересечении улиц Сибиряков-Гвардейцев и Зорге.
- Памятник в честь С. М. Кирова — памятник, установленный на площади, названной его именем.
- Паспорт улицы Громова — установлен в 1980 году

### Стенд с ироническим лозунгом
Вдоль улицы Петухова установлен длинный стенд с ироническим лозунгом «Да здравствует то, благодаря чему мы — несмотря ни на что!»

## Организации
- Администрация Кировского района

## Преступность
С 1967 по 1976 год в новостройки Затулинского жилмассива переселяли неблагополучные семьи, населявшие ранее в Октябрьском районе Новосибирска трущобы вдоль берегов Каменки, которую в то время начали замывать. На улицах, находившихся в оврагах этой реки, в то время процветала преступность.
В 1980-х годах Затулинский жилмассив получил репутацию криминального района.

## Транспорт
По жилмассиву курсируют автобусы, троллейбусы и маршрутные такси. По улице Петухова ходят трамваи.
В 2015 году была введена в эксплуатацию развязка, соединившая Советское шоссе с улицей Петухова.